# Му Шиин
Му Шии́н (кит. трад. 穆時英, упр. 穆时英, пиньинь Mù Shíyīng, 14 марта 1912 — 28 июня 1940) — китайский писатель, общественный деятель. Наряду с Лю Наоу, Ши Чжэцунем и Е Линфэном был главным представителем шанхайского модернизма 1930-х.

## Биография
Родился в семье банкира, разорившегося в конце 1920-х. Му Шиин с детства жил в Шанхае, где и получил образование, окончив в начале 1930-х факультет китайской литературы университетат Гуанхуа. Буржуазное происхождение не помешало Му Шиину увлечься в студенческие годы марксизмом, что определило характер его раннего творчества. В 1930 году в журнале «Синь вэньи юэкань» были опубликованы его первые рассказы «Цзамэнь ды шицзе» («Наш мир») и «Хэй сюаньфэн» («Черный вихрь»). В 1931 на страницах ведущего журнала «Сяошо юэбао» появился его рассказ «Нань бэй цзи» («Северный и Южный полюсы»), давший название первому сборнику рассказов писателя, изданному в Шанхае в 1932. Кроме того, в 1930 Му Шиин опубликовал роман
«Цзяолю» («Слияние»). Произведения 1930—1931, посвященные жизни люмпен-пролетариата и исполненные протеста против современной действительности, были положительно оценены левой критикой. В молодом писателе увидели глашатая пролетарского сознания, чьи произведения отличаются высокой эмоциональностью и оригинальным использованием лексики низших слоев общества.
Однако уже в 1932 году в творчестве Му Шиина наступил резкий перелом, приведший его на стезю модернизма. Это было обусловлено его увлечением произведениями Лю Наоу — первого популяризатора японского неосенсуализма в Китае, знакомством с творчеством японских писателей (Ёкомицу Риити, Хорогути Дайгаку, Хаяси Фусао), с произведениями французского модерниста П. Морана и психоанализом 3. Фрейда. Кроме того, к смене творческой ориентации Му Шиина подтолкнули склонность к литературным экспериментам и обида на Лу Синя за нелицеприятные высказывания в свой адрес при их личной встрече. Му Шиин начал разграничивать литературу и политику, первостепенной задачей для него стало как, а не что писать. При этом он воспринял установку неосенсуализма на выражение субъективных чувств и ощущений автора, личностно интерпретирующего окружающую действительность. Подобное отступничество от принципов пролетарской литературы вызвало резкую отповедь Лу Синя и Цюй Цюбо, но в то же время нашло поддержку у Ду Хэна — известного сторонника «третьего пути» в литературе.
В плане художественной техники Му Шиин одним из первых в Китае стал использовать монтаж, «поток сознания», прямые и обратные повторы, смену субъекта повествования, отказ от знаков препинания, различный размер шрифта и др. Сюжет его произведений, как правило, строился вокруг флирта в танцевальном или ночном клубе, ресторане или кафе, коими изобиловал Шанхай в 1930-е. Известно, что и сам Му Шиин вел богемный образ жизни, проводя значительную часть времени в подобных заведениях, и даже женился на танцовщице. Его герои не только наслаждаются калейдоскопом развлечений, предоставляемых современным мегаполисом, но и ощущают трагическую неизбежность отставания от бешеного ритма жизни. Однако главным объектом повествования у писателя является не столько модная молодежь, сколько Шанхай — самый вестернизированный город Китая того времени. Рассказы Му Шиина зачастую окрашены эротическими мотивами, писатель широко использовал откровенные метафоры даже при описании городского ландшафта. Подобное новаторство немедленно принесло ему скандальную известность и признание в качестве «мастера китайского неосенсуализма», превзошедшего своего кумира и учителя Лю Наоу.
К репрезентативным модернистским рассказам Му Шиина относятся: «Шанхай ды хубу» («Шанхайский фокстрот», 1932), продолжение неоконченного романа «Китай в 1931», писавшегося под влиянием романа Джона Дос Пассоса «1919», «Craven „А“»(1932)，"Хэй мудань" («Черный пион», 1932), вошедшие в сб. «Гунму» («Кладбище», 1933).
Несколько позднее у Му Шиина вышли сборники рассказов «Байцзинь ды нюйти сусян» («Платиновая статуя обнаженной женщины», 1934) и «Шэн чунюй ды ганьцин» («Любовь Святой Девы», 1935).
В сер. 1930-х в политических взглядах писателя вновь произошла перемена, и он стал редактировать националистические литературные журналы, подведомственные Гоминьдану, а в 1937 вошел в гоминьдановский комитет по контролю за печатными изданиями. Начало японо-китайской войны застало его в Гонконге, где он сотрудничал в газете «Синдао жибао». Му Шиин участвовал в создании Гонконгского филиала ВАРЛИ.
Следующий резкий поворот в гражданской позиции Му Шиина произошел осенью 1939, когда, вернувшись в Шанхай, он пошел на службу в прояпонское марионеточное правительство Ван Цзинвэя, где возглавил Управление информации и пропаганды, Национальное агентство новостей, газеты «Чжунхуа жибао» и «Вэньхуэй бао». Осенью 1939 и весной 1940 он совершил две рабочие поездки в Японию. В июне 1940 Му Шиин был убит (предположительно гоминьдановскими спецслужбами).